# Movement Disorders
Movement Disorders ist die offizielle Zeitschrift der Movement Disorder Society. Sie erscheint in englischer Sprache.
Die erste Ausgabe erschien im Jahr 1986 im Verlag Raven Press.
Heute wird sie von John Wiley & Sons mit 16 Ausgaben pro Jahr veröffentlicht.
Die Artikel der Zeitschrift befassen sich mit der aktuellen Forschung im Bereich der folgenden Bewegungsstörungen (alphabetische Reihenfolge):
- Ataxie
- Chorea Huntington
- Chorea (Medizin)
- Dystonie
- Myoklonie
- Parkinson-Krankheit
- Restless-Legs-Syndrom
- Stiff-man-Syndrom
- Tic
- Tourette-Syndrom
- Tremor

Die Artikel der Zeitschrift werden in den wichtigen bibliografischen Datenbanken wie MEDLINE/PubMed,
Science Citation Index und Scopus gelistet.
Der Impact Factor der Zeitschrift im Jahr 2014 war 5,68. Sie lag damit in der Statistik des Science Citation Index auf Rang 14 von 192 betrachteten Zeitschriften in der Kategorie klinische Neurologie, 2019 mit 8,679 auf Rang 11 von 204.